# Gmina Käina
Gmina Käina (est. Käina vald) – dawna gmina wiejska w Estonii, w prowincji Hiuma. Znajdowała się w centralnej części prowincji. W 2009 roku gminę zamieszkiwało 2218 osób. Została zlikwidowana w wyniku reformy z 2017 roku, kiedy gminy wchodzące w skład prowincji Hiuma połączono w jedną wiejską gminę Hiuma.
W skład gminy wchodziły:
- 1 okręg miejski: Käina
- 34 wsie: Aadma, Allika, Esiküla, Jõeküla, Kaasiku, Kaigutsi, Kassari, Kleemu, Kogri, Kogla, Kuriste, Laheküla, Lelu, Ligema, Luguse, Moka, Mäeküla, Mäeltse, Männamaa, Nasva, Niidiküla, Nõmme, Nõmmerga, Orjaku, Putkaste, Pärnselja, Ristivälja, Selja, Taguküla, Taterma, Utu, Vaemla, Villemi, Ühtri.

Po raz pierwszy nazwa gminy została wspomniana w 1522 r.

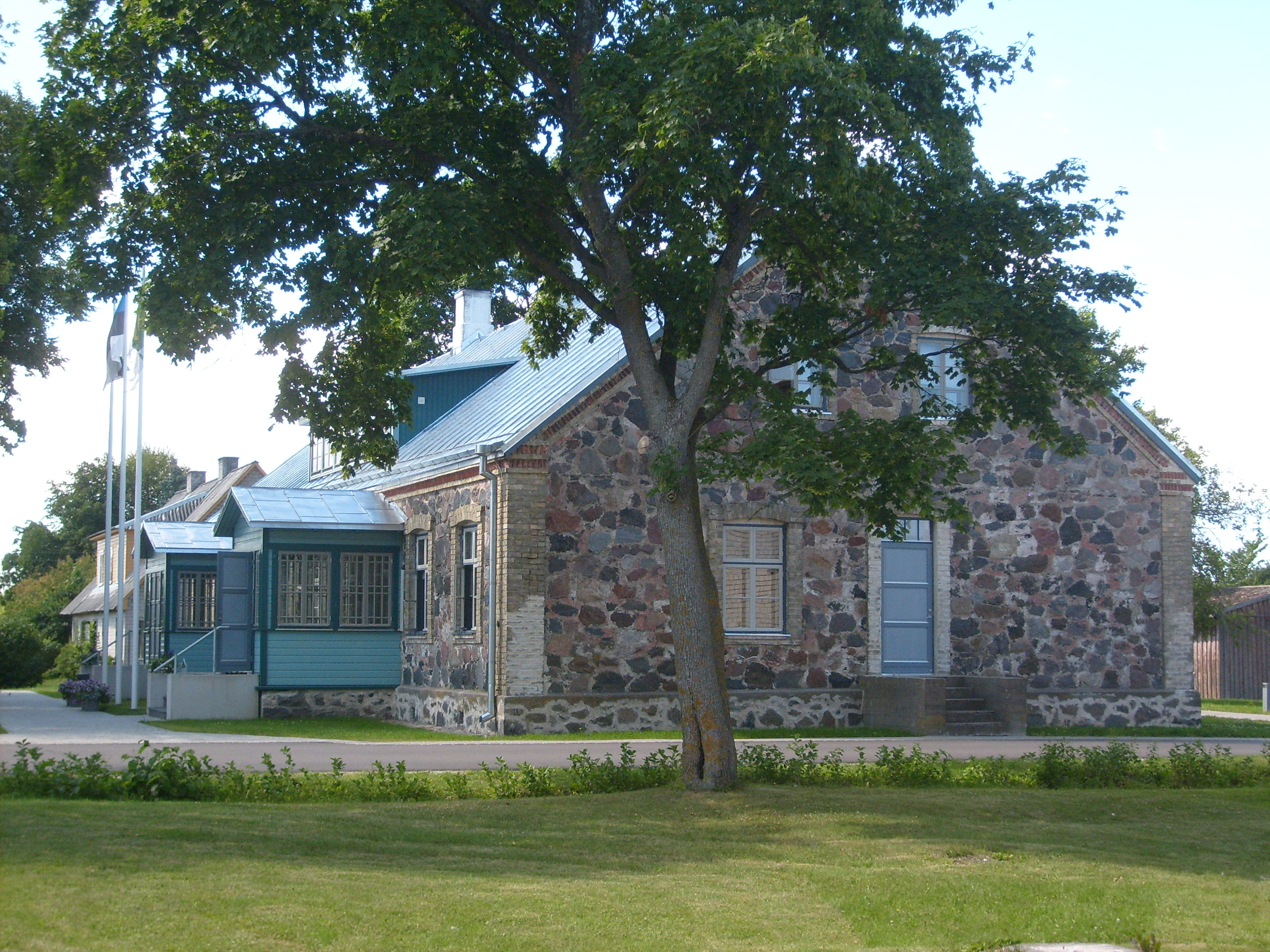
Käina

## Zabytki

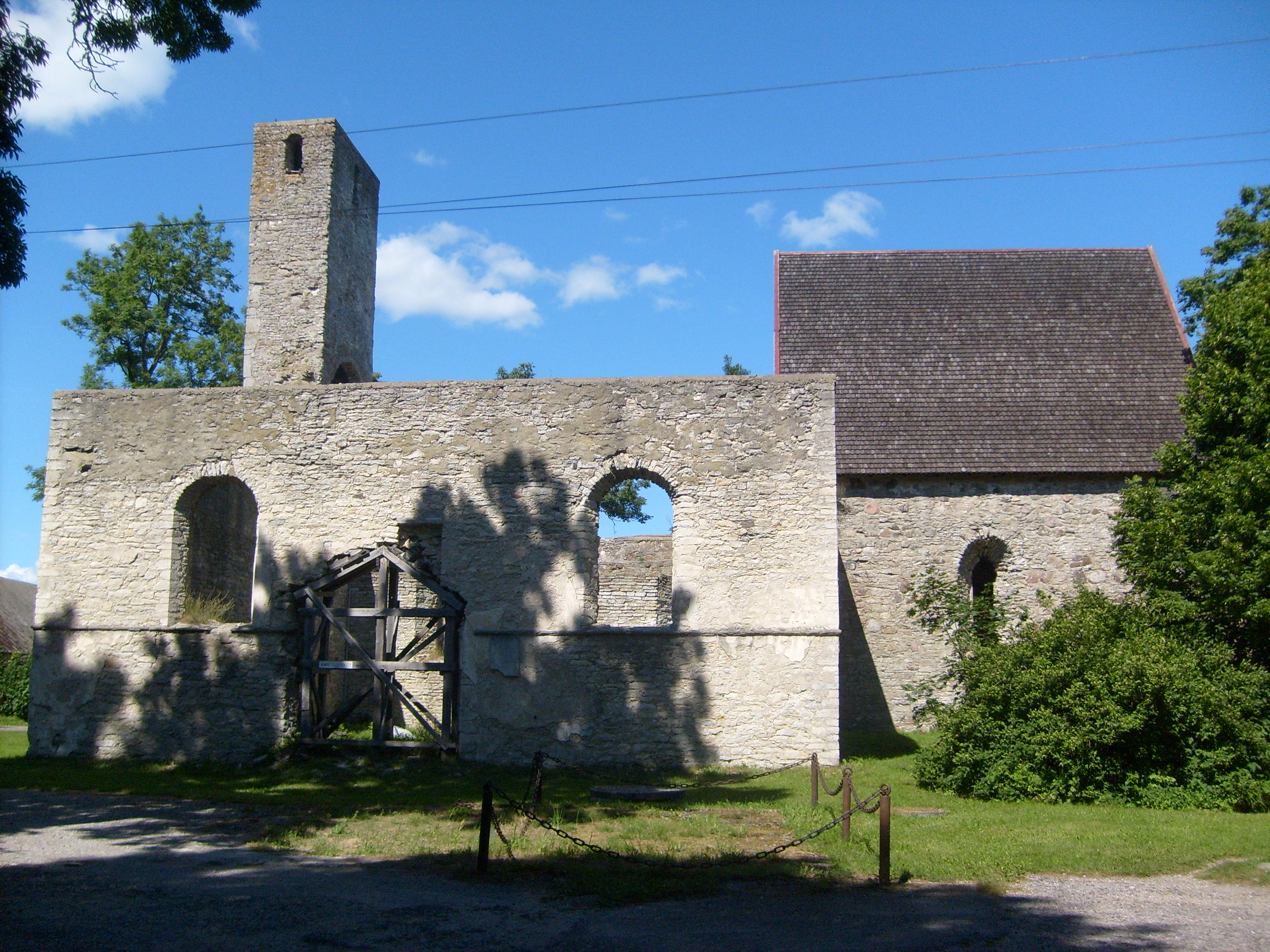
Ruiny kościoła

Ruiny gotyckiego kościoła zbudowanego w XV-XVI wieku, który spłonął w pożarze w 1941 r.